# 斯氏底鰕鱂
斯氏底鰕鱂（學名：Fundulopanchax scheeli），為輻鰭魚綱鯉齒目假鰓鱂科的其中一種，被IUCN列為瀕危保育類動物，分布於非洲奈及利亞西南部十字河下游流域，體長可達6公分，棲息在沿岸雨林、草原的溪流、沼澤底中層水域，生活習性不明，可作為觀賞魚。